# Jamno (województwo zachodniopomorskie)
Jamno (do 1945 niem. Wilhelminenhof) – nieistniejąca już osada w Polsce, położona w województwie zachodniopomorskim, w powiecie gryfińskim, w gminie Mieszkowice.
W latach 1975–1998 miejscowość administracyjnie należała do województwa szczecińskiego.

## Nazwa
1823 Wilhelminenhof, 1856 Wilhelminenshof.

## Historia
W XIX i 1 połowie XX w. folwark należał do majątku  Wierzchlas.

## Ludność
Liczba ludności w ostatnich 3 wiekach: